# Kapusteanî, Trosteaneț
Kapusteanî (în ucraineană Капустяни) este o comună în raionul Trosteaneț, regiunea Vinnița, Ucraina, formată numai din satul de reședință.

## Demografie
Componența lingvistică a satului Kapusteanî
     Ucraineană (96,99%)
     Rusă (2,96%)
Conform recensământului din 2001, majoritatea populației satului Kapusteanî era vorbitoare de ucraineană (96,99%), existând în minoritate și vorbitori de rusă (2,96%).